# José Francisco Guerra
José Francisco Guerra Iglesias, né le 22 juin 1968 à Burgos (Espagne), est un escrimeur espagnol spécialisé dans le fleuret.

## Carrière
Guerra fait sa première apparition aux Jeux olympiques en 1992, à Barcelone. Avec un premier tour de poules mitigé (deux victoires et trois défaites), il rencontre dès le premier tour d'élimination directe un adversaire de taille en la personne d'István Busa, médaillé de bronze par équipes aux Jeux précédents avec la Hongrie. La confrontation tourne à l'avantage du Hongrois par deux assauts à un.
Guerra fut la surprise des championnats du monde 1995 disputés à La Haye, durant lesquels il atteint la finale (perdue contre le Russe Dmitriy Shevchenko). Ce podium lui confère un certain statut d'outsider aux Jeux d'Atlanta en 1996. Mais, exempté de premier tour, il est éliminé au deuxième par Vladislav Pavlovich.
Pour sa dernière apparition sur un podium mondial, Guerra remporte le bronze par équipes aux championnats du monde de Lisbonne en 2002. Depuis sa retraite sportive, il consacre son temps à initier des enfants à la pratique de l'escrime. Il est maître d'armes du club de Burgos et directeur technique de celui d'Almería.

## Palmarès
- Championnats du monde d'escrime
  -  Médaille d'argent aux championnats du monde d'escrime 1995 à La Haye
  -  Médaille de bronze par équipes aux championnats du monde d'escrime 2002 à Lisbonne